# Campionato mondiale di street hockey 2015
Il 11º Campionato mondiale di street hockey, si tenne nel periodo fra il 19 e il 28 giugno 2015 in Svizzera, nella città di Zugo.
Il torneo è stato vinto dalla Slovacchia, la quale ha conquistato il suo terzo titolo sconfiggendo in finale la Stati Uniti per 4-3. La Repubblica Ceca, sconfiggendo la Grecia per 6-1 ottenne la medaglia di bronzo.

## Gironi preliminari

### I Divisione

#### Girone A
| Pos. |             | PG | V | N | P | GF | GS | DR  | Pt | Accede a         |
| 1.   | Stati Uniti | 4  | 4 | 0 | 0 | 19 | 7  | +12 | 8  | Quarti di finale |
| 2.   | Slovacchia  | 4  | 1 | 2 | 1 | 11 | 10 | +1  | 4  | Quarti di finale |
| 3.   | Portogallo  | 4  | 2 | 0 | 2 | 13 | 7  | +6  | 4  | Quarti di finale |
| 4.   | Finlandia   | 4  | 1 | 1 | 2 | 2  | 8  | -6  | 3  | Ottavi di finale |
| 5.   | Pakistan    | 4  | 0 | 1 | 3 | 8  | 22 | -14 | 1  |                  |

| Zugo 20 giugno 2015, ore 09:00 | Portogallo | 6 – 1 (2-0; 0-0; 4-1) | Pakistan | (101 spett.) |

| Zugo 20 giugno 2015, ore 19:00 | Stati Uniti | 4 – 3 (1-1; 0-1; 2-0) | Slovacchia | (1.981 spett.) |

| Zugo 21 giugno 2015, ore 11:30 | Stati Uniti | 11 – 3 (3-2; 3-0; 5-1) | Pakistan | (621 spett.) |

| Zugo 21 giugno 2015, ore 19:00 | Portogallo | 4 – 0 (1-0; 1-0; 2-0) | Finlandia | (493 spett.) |

| Zugo 22 giugno 2015, ore 15:00 | Finlandia | 1 – 1 (0-0; 0-1; 1-0) | Slovacchia | (227 spett.) |

| Zugo 22 giugno 2015, ore 20:00 | Stati Uniti | 2 – 1 (0-0; 0-1; 2-0) | Portogallo | (657 spett.) |

| Zugo 23 giugno 2015, ore 10:00 | Pakistan | 3 – 3 (0-1; 2-1; 1-1) | Slovacchia | (123 spett.) |

| Zugo 23 giugno 2015, ore 20:00 | Stati Uniti | 2 – 0 (1-0; 1-0; 0-0) | Finlandia | (536 spett.) |

| Zugo 24 giugno 2015, ore 10:45 | Finlandia | 2 – 1 (0-0; 1-1; 1-0) | Pakistan | (133 spett.) |

| Zugo 24 giugno 2015, ore 17:45 | Slovacchia | 4 – 2 (2-1; 1-0; 1-1) | Portogallo | (312 spett.) |

#### Girone B
| Pos. |           | PG | V | N | P | GF | GS | DR  | Pt | Accede a         |
| 1.   | Rep. Ceca | 4  | 3 | 1 | 0 | 22 | 5  | +17 | 7  | Quarti di finale |
| 2.   | Grecia    | 4  | 2 | 1 | 1 | 19 | 11 | +8  | 5  | Quarti di finale |
| 3.   | Canada    | 4  | 2 | 1 | 1 | 25 | 7  | +18 | 5  | Quarti di finale |
| 4.   | Svizzera  | 4  | 1 | 1 | 2 | 9  | 14 | -5  | 3  | Ottavi di finale |
| 5.   | Bermuda   | 4  | 0 | 0 | 4 | 3  | 41 | -38 | 0  |                  |

| Zugo 19 giugno 2015, ore 19:30 | Svizzera | 1 – 0 (0-0; 0-0; 1-0) | Bermuda | (4.316 spett.) |

| Zugo 20 giugno 2015, ore 16:30 | Rep. Ceca | 4 – 1 (2-0; 2-1; 0-0) | Grecia | (682 spett.) |

| Zugo 21 giugno 2015, ore 14:00 | Canada | 7 – 2 (3-0; 2-1; 2-1) | Svizzera | (5.811 spett.) |

| Zugo 21 giugno 2015, ore 19:00 | Grecia | 10 – 0 (5-0; 2-0; 3-0) | Bermuda | (427 spett.) |

| Zugo 22 giugno 2015, ore 12:30 | Canada | 15 – 1 (3-1; 8-0; 4-0) | Bermuda | (103 spett.) |

| Zugo 22 giugno 2015, ore 17:30 | Rep. Ceca | 3 – 2 (2-1; 0-1; 1-0) | Svizzera | (2.734 spett.) |

| Zugo 23 giugno 2015, ore 15:00 | Rep. Ceca | 15 – 2 (2-0; 7-1; 6-1) | Bermuda | (312 spett.) |

| Zugo 23 giugno 2015, ore 17:30 | Grecia | 4 – 3 (0-0; 3-2; 1-1) | Canada | (641 spett.) |

| Zugo 24 giugno 2015, ore 15:30 | Svizzera | 4 – 4 (2-0; 1-1; 1-3) | Grecia | (3.109 spett.) |

| Zugo 24 giugno 2015, ore 17:45 | Canada | 0 – 0 (0-0; 0-0; 0-0) | Rep. Ceca | (1.823 spett.) |

### II Divisione

#### Girone C
| Pos. |              | PG | V | N | P | GF | GS | DR  | Pt | Accede a         |
| 1.   | India        | 3  | 3 | 0 | 0 | 24 | 1  | +23 | 6  | Ottavi di finale |
| 2.   | Isole Cayman | 3  | 1 | 1 | 1 | 6  | 12 | -6  | 3  |                  |
| 3.   | Francia      | 3  | 1 | 0 | 2 | 6  | 15 | -9  | 2  |                  |
| 4.   | Regno Unito  | 3  | 0 | 1 | 2 | 7  | 15 | -8  | 1  |                  |

#### Girone D
| Pos. |           | PG | V | N | P | GF | GS | DR | Pt | Accede a         |
| 1.   | Italia    | 3  | 3 | 0 | 0 | 11 | 3  | +8 | 6  | Ottavi di finale |
| 2.   | Haiti     | 3  | 1 | 1 | 1 | 9  | 6  | +3 | 3  |                  |
| 3.   | Hong Kong | 3  | 0 | 2 | 1 | 4  | 7  | -3 | 2  |                  |
| 4.   | Armenia   | 3  | 0 | 1 | 2 | 0  | 8  | -8 | 1  |                  |

## Fase ad eliminazione diretta

### Ottavi di finale
| Zugo 25 giugno 2015, ore 17:45 | Finlandia | 2 – 1 (0-1; 0-0; 1-0; 1-0) | India | (579 spett.) |

| Zugo 25 giugno 2015, ore 20:00 | Svizzera | 4 – 1 (1-1; 1-0; 2-0) | Italia | (3.627 spett.) |

### Quarti di finale
| Zugo 26 giugno 2015, ore 13:00 | Grecia | 5 – 2 (1-0; 1-1; 3-1) | Portogallo | (326 spett.) |

| Zugo 26 giugno 2015, ore 15:30 | Stati Uniti | 7 – 1 (1-0; 2-1; 4-0) | Svizzera | (2.455 spett.) |

| Zugo 26 giugno 2015, ore 17:45 | Rep. Ceca | 9 – 0 (2-0; 2-0; 5-0) | Finlandia | (587 spett.) |

| Zugo 26 giugno 2015, ore 20:00 | Slovacchia | 5 – 4 (1-0; 3-1; 0-3; 1-0) | Canada | (4.174 spett.) |

### Semifinali
| Zugo 27 giugno 2015, ore 17:45 | Stati Uniti | 6 – 1 (1-0; 4-1; 1-0) | Grecia | (1.236 spett.) |

| Zugo 27 giugno 2015, ore 20:00 | Slovacchia | 3 – 1 (0-0; 1-0; 2-1) | Rep. Ceca | (1.834 spett.) |

### Finale 3º/4º posto
| Zugo 28 giugno 2015, ore 12:30 | Rep. Ceca | 6 – 1 (3-0; 0-0; 3-1) | Grecia | (958 spett.) |

### Finale
| Zugo 28 giugno 2015, ore 18:15 | Slovacchia | 4 – 3 (1-3; 1-0; 1-0; 1-0) | Stati Uniti | (4.741 spett.) |

## Classifica marcatori
| Giocatore            | PG | G | A | Pt |
| -------------------- | -- | - | - | -- |
| Denny Schlegel       | 7  | 6 | 9 | 15 |
| Frank Giustini       | 7  | 7 | 5 | 12 |
| Dustin Kelly         | 7  | 3 | 9 | 12 |
| Bobby Housser        | 7  | 4 | 7 | 11 |
| Martin Krůček        | 7  | 3 | 8 | 11 |
| Jan Bacovský         | 7  | 5 | 5 | 10 |
| Matthew Tremblett    | 7  | 4 | 6 | 10 |
| Matthew David        | 7  | 6 | 3 | 9  |
| Jonathan Daoust      | 7  | 4 | 5 | 9  |
| Nicholas Pitsikoulis | 7  | 3 | 6 | 9  |

## Graduatoria finale
| Pos | Squadra      |
| --- | ------------ |
|     | Slovacchia   |
|     | Stati Uniti  |
|     | Rep. Ceca    |
| 4   | Grecia       |
| 5   | Canada       |
| 6   | Svizzera     |
| 7   | Portogallo   |
| 8   | Finlandia    |
| 9   | India        |
| 10  | Italia       |
| 11  | Bermuda      |
| 12  | Pakistan     |
| 13  | Haiti        |
| 14  | Isole Cayman |
| 15  | Regno Unito  |
| 16  | Francia      |
| 17  | Hong Kong    |
| 18  | Armenia      |